# Kimi Räikkönen
Kimi-Matias Räikkönen (spreek uit: Reej-keu-nun) (Espoo, 17 oktober 1979) is een Fins autocoureur. In 2007 werd hij wereldkampioen in de Formule 1 voor Ferrari. Zijn bijnaam is The Iceman. Nadat hij in 2009 vervangen werd bij Ferrari door Fernando Alonso, besloot Räikkönen om de Formule 1 tijdelijk vaarwel te zeggen. In 2010 en 2011 was hij actief in het wereldkampioenschap rally, met een Citroën C4 WRC en een Citroën DS3 WRC. In 2012 keerde Räikkönen terug in de Formule 1, ditmaal bij het Lotus F1 Team. In 2014 keerde Räikkönen terug bij het team waar hij zijn wereldkampioenschap won, Ferrari. In 2019 keerde hij terug naar Sauber, waar hij zijn Formule 1-debuut maakte in 2001.
Räikkönen was een succesvol karter voordat hij op 20-jarige leeftijd voor Renault ging racen.
De meeste tijd van zijn kartperiode heeft hij doorgebracht bij Racing team Peter de Bruijn. Hij won dat jaar dertien van de zeventien races waarin hij reed. Hij heeft ook nog korte tijd in de Formule Renault 2.0 gereden.
Peter Sauber was zo onder de indruk van de jonge Fin dat hij Räikkönen na een testrace een contract gaf voor het Sauber team voor het seizoen van 2001. Omdat hij geen ervaring had in de Formule 3 of Formule 3000, normaal gesproken de series waaruit de coureurs naar Formule 1 overstappen, kreeg hij niet onmiddellijk de superlicentie die vereist is om in de Formule 1 te rijden. Maar door genoeg steun werd toch toegestaan dat hij dat jaar voor Sauber kon rijden.
Räikkönen was van 2004 tot 2014 getrouwd met voormalig Miss Finland Jenni Maria Dahlman. Hij kreeg in 2015 een zoon en in 2017 een dochter met zijn nieuwe partner, Minna-Mari "Minttu" Virtanen, met wie hij in 2016 trouwde.
Op 1 september 2021 kondigde Räikkönen aan dat hij na het seizoen van 2021 zou stoppen als Formule 1-coureur.

## Formule 1

### 2001
In zijn eerste wedstrijd voor Sauber in Australië werd hij zevende, maar werd gepromoveerd naar de zesde plaats nadat Olivier Panis een tijdstraf kreeg. In zijn eerste jaar scoorde hij vier keer punten en eindigde hij acht keer in de top acht.

### 2002

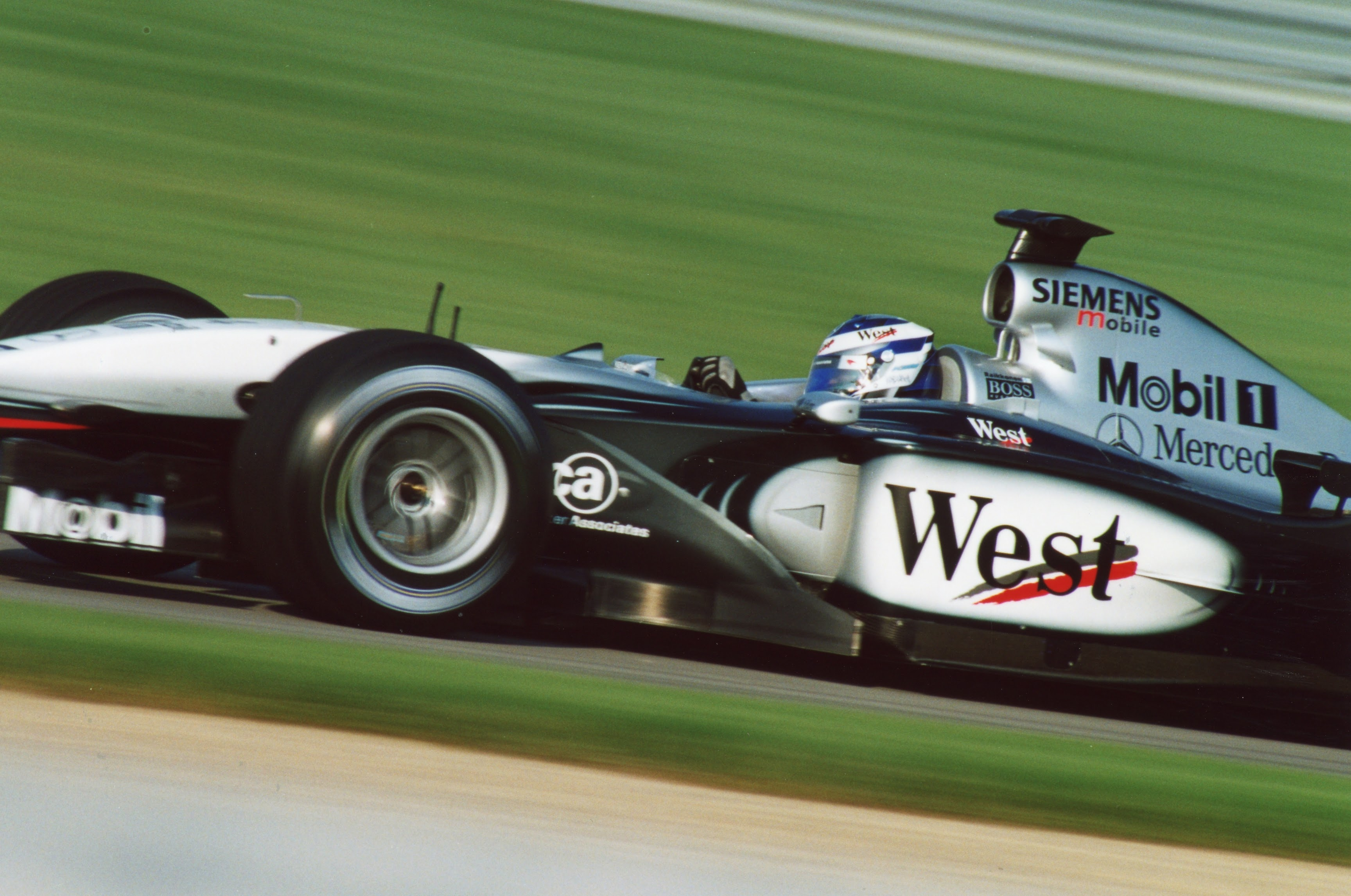
Räikkönen in een McLaren tijdens de Grand Prix van de Verenigde Staten in 2002

Eind 2001 kondigde landgenoot Mika Häkkinen zijn pensioen aan. Räikkönen wordt zijn vervanger bij het West McLaren-Mercedes team. De McLaren van dat seizoen had vaak last van technische problemen. Vooral de motor en de versnellingsbak waren vaak de redenen dat Räikkönen uitviel. Maar toch wist Räikkönen regelmatig op het podium te komen. Hij bleek een goede opvolger van Häkkinen. In zijn eerste jaar voor McLaren Mercedes wist hij in het coureurs kampioenschap te eindigen als zesde met drie derde plaatsen en één tweede plaats in Frankrijk, de race die hij op een haar na wist te winnen. Vier ronden voor het einde verremde Räikkönen zich over de olie van de auto van Allan McNish, Schumacher wist hierdoor de leiding over te nemen en de race te winnen.

### 2003
Het seizoen van 2003 begon goed voor Räikkönen. Een derde plaats in Australië, zijn eerste winst in Maleisië, bijna winst in Brazilië en een tweede plaats in San Marino. Dit bevestigde dat Räikkönen uit het goede race-hout gesneden was. Helaas maakte Räikkönen dit seizoen te veel "schoonheidsfoutjes" die hem aan het eind van het seizoen duur kwamen te staan. Een verpeste kwalificatie in Spanje en Canada zorgde ervoor dat hij weinig kans maakte op een goed resultaat in deze races. In Spanje crashte hij bij de start op de Jaguar van Antonio Pizzonia en in Canada kwam hij niet verder dan een zwaar bevochten zesde plaats. Toch kon hij tot de laatste race mee strijden voor de titel en daarmee de jongste formule-1 wereldkampioen ooit worden ondanks het feit dat hij nog steeds met de 2002 MP4-17D reed. Dit omdat de "nieuwe" MP4-18 niet door de crashtest van de FIA kwam. Helaas kwam hij aan het einde twee punten te kort op Michael Schumacher die de titel mee naar huis nam. Räikkönen moest zich tevreden stellen met het vice-wereldkampioenschap.

### 2004
Het Formule 1-seizoen van 2004 was een rampjaar voor McLaren Mercedes. De wagen had een té zwakke motor en versnellingsbak en deze lieten Räikkönen veelvuldig in de steek. Veel uitvalbeurten van zowel Räikkönen als zijn toenmalige teamgenoot David Coulthard waren het sombere resultaat. Pech bleef hem maar achtervolgen, elk raceweekend kampte hij wel met problemen. Räikkönen wist in de eerste drie races niet één keer de finish te halen, door motorische problemen. De teleurstelling was goed zichtbaar, zowel bij Räikkönen als bij het team. Mclaren zou later dit seizoen de MP4-19B laten debuteren. Deze auto moest successen behalen. De nieuwe Mclaren MP4-19B bezorgde Räikkönen meteen de pole position in de Grand Prix van Groot-Brittannië. Räikkönen wist in deze race voor het eerst dit seizoen het podium te halen. Een grote opluchting voor het team en Räikkönen zelf. Hij was echter nog niet van alle pech verlost, in Hockenheim in Duitsland sloeg de pechduivel weer toe.
Räikkönen was zeer snel dit weekend en vocht samen met Michael Schumacher om de overwinning, de wagen was snel en hij liep in op Schumacher totdat hij aan het eind van het rechte stuk hard crashte doordat op het aanrempunt zijn achtervleugel afbrak. De race daarna was dan eindelijk succesvol. De Grand Prix van België werd zijn tweede overwinning uit zijn carrière. Net voor Michael Schumacher, die het absolute record van 7 WK-titels behaalde.

### 2005
In 2005 verging het McLaren beter. De MP4-20 behoorde tot de top van het veld, naast de Renault R25, en was veruit de snelste, maar een reeks motorproblemen in vrije trainingen en races nekten Räikkönen en McLaren uiteindelijk. Hij werd dat jaar vier keer tien plaatsen achteruit gesteld op de starting grid vanwege een motorwissel en viel drie keer uit (San Marino, Nürburgring en Hockenheim). Räikkönen en McLaren Mercedes eindigden tweede in de respectievelijke klassementen. Dat jaar had Räikkönen zeven zeges toegevoegd aan zijn palmares: Spanje, Monaco, Canada, Hongarije, Turkije, België en Japan. De laatste zege in 2005 op Suzuka, was trouwens een van Räikkönens beste races ooit. Wegens motorproblemen en harde regenval in de kwalificatie moest hij bijna achteraan het veld starten. Maar Räikkönen slaagde erin om naar voor te schuiven en kon zo in de laatste ronde raceleider Fisichella voorbij steken. Wereldkampioen dat jaar was de Spanjaard Fernando Alonso (Renault).

### 2006

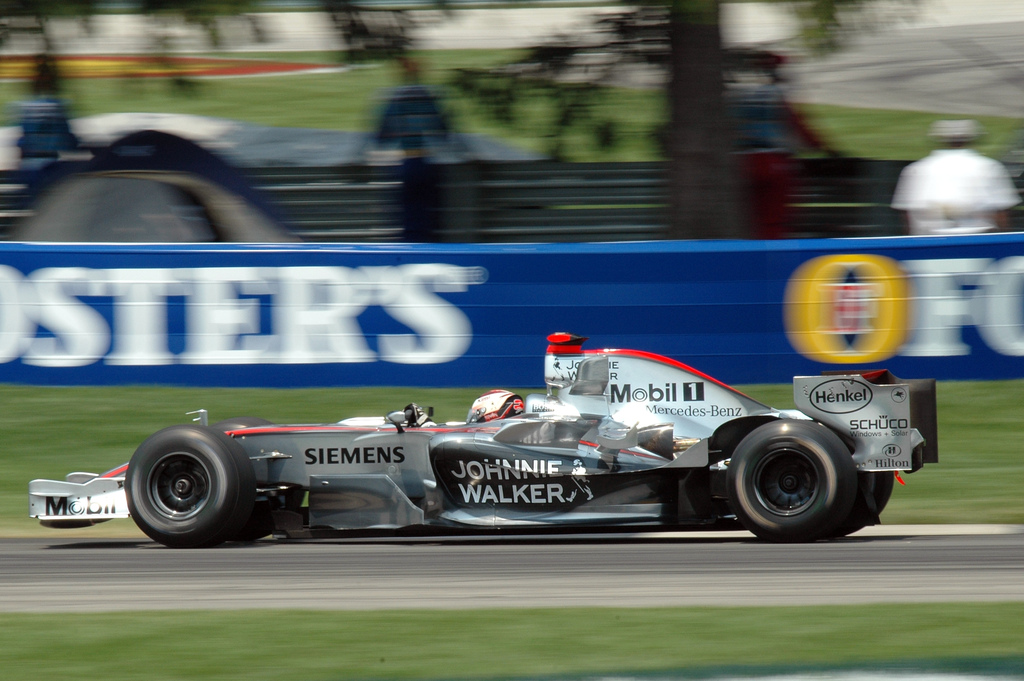
Räikkönen actief voor McLaren tijdens de Grand Prix van de Verenigde Staten in 2006

2006 moest voor Räikkönen eindelijk het jaar worden waarin hij wereldkampioen werd. De voortekenen tijdens de wintersessies blijken niet al te gunstig door een gebrek aan snelheid én betrouwbaarheid. Hij start 2006 waarmee hij in 2005 heel het jaar gekampt heeft, namelijk pech. Na een breuk in de achter ophanging (rechts) tijdens de kwalificatie in Bahrein, moet hij achteraan starten. Na een indrukwekkende inhaalrace gaat Kimi van startplaats tweeëntwintig naar plaats drie. Ook de tweede race in Maleisië was niet goed, na een redelijke kwalificatie (zesde plaats), werd hij van de baan gereden door Christian Klien in de eerste ronde van de race. De rest van het seizoen bleef pech hem achtervolgen. De auto was betrouwbaar, maar kwam veel snelheid te kort waardoor hij geen bedreiging kon vormen voor Fernando Alonso en Michael Schumacher. Wederom een teleurstellend seizoen, zowel voor McLaren-Mercedes als voor Räikkönen. Räikkönen had zijn goede momenten in het 2006-seizoen, hierbij kun je denken aan Monaco, waar topsnelheid minder van belang is. Hierdoor was de Mclaren een serieuze bedreiging voor Fernando Alonso die de race won. Een technisch probleem zorgde ervoor dat er kortsluiting ontstond waardoor zijn auto vlam vatten. Pech bleef hem achtervolgen, aan al zijn uitvalbeurten kon hij zelf niets aan doen. Het was of de auto die hem in de steek liet of hij was slachtoffer van een startcrash, dit was het geval in Indianapolis en Turkije. Räikkönen sluit het 2006 seizoen af met gemengde gevoelens. In de jaren bij McLaren heeft hij het niet kunnen waarmaken. Räikkönen zoekt voor het volgende seizoen zijn geluk bij renstal Ferrari. Ondanks een nieuwe wagen alsook een nieuw team, hoopt Kimi zijn gewenste successen te behalen. De verwachtingen (en de druk) zijn groots daar hij zevenvoudig wereldkampioen Michael Schumacher komt vervangen. Ook het feit dat de laatste titel die Ferrari behaalde dateert van 2004, toen ze oppermachtig waren, legt extra druk op Kimi en het team.

### 2007
Australië de eerste race van het seizoen (18 maart), het debuut van Räikkönen bij Ferrari. Na goede kwalificaties nam hij de pole position. Räikkönen stond zijn eerste plaats niet meer af, op vier ronden na vanwege zijn pitstop. Hij hield Alonso -die als tweede eindigde- op zeven seconden afstand, en zette de snelste ronde op zijn naam. Debutant Lewis Hamilton eindigde op een derde plaats met zijn Mclaren.

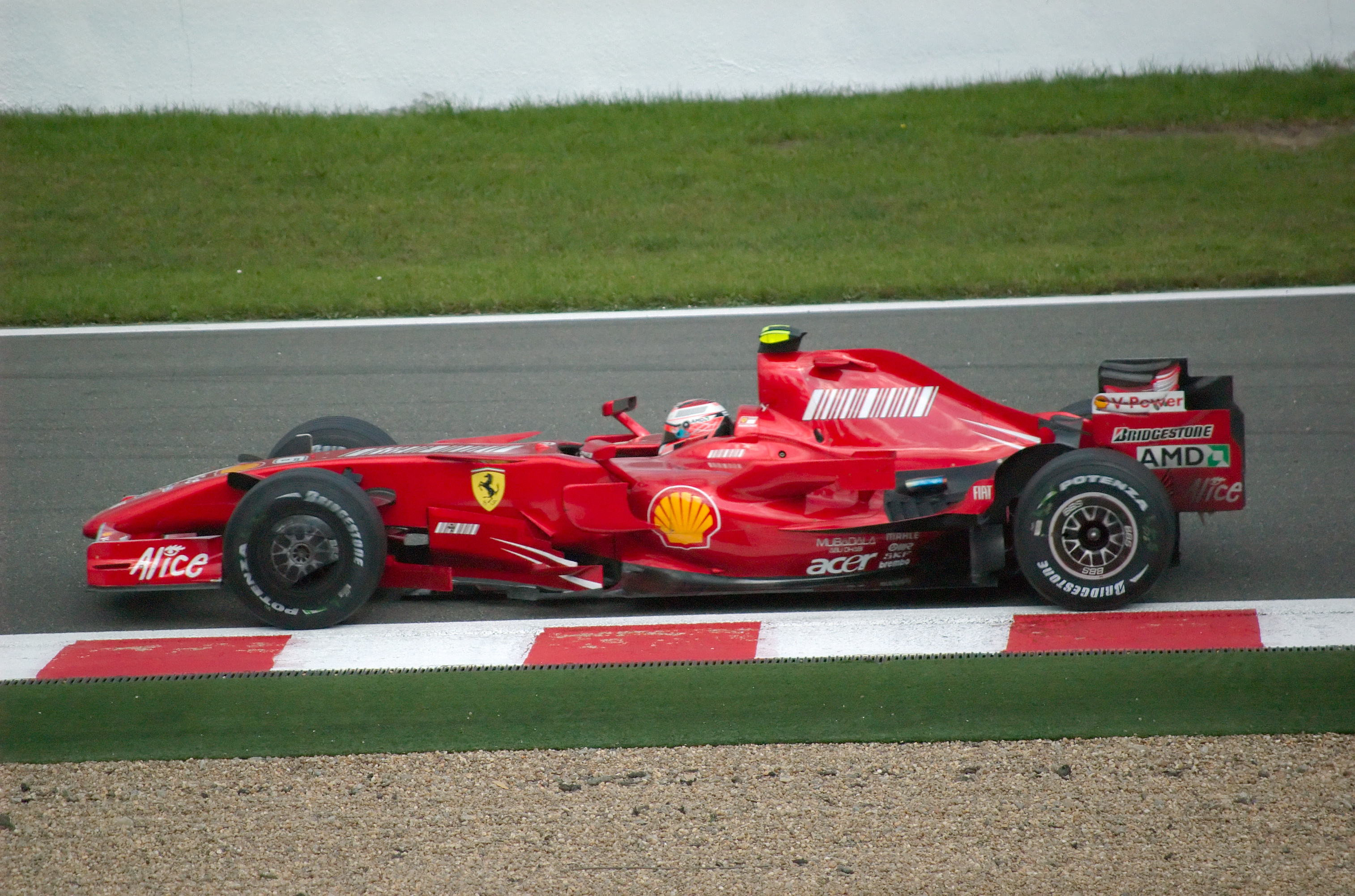
Räikkonen in een Ferrari tijdens de Grand Prix van België, 2007

Na drie maand wint Räikkönen eindelijk z'n tweede race (door een uitgekiende pitstopstrategie) en schrijft zo de Grand Prix van Frankrijk op zijn naam. Felipe Massa maakt het Ferrarifeest compleet door als tweede over de finish te komen. Kampioenschapsleider Hamilton wordt derde op ruim 25 seconden.
Räikkönen lijkt terug snelheid te vinden, waardoor het gevecht om de wereldtitel terug mogelijk wordt. Ook in de volgende GP, die van Engeland, mag hij na een spectaculaire race op de hoogste podiumplaats gaan staan. 
Een regenachtige Grand Prix van Europa vergaat Räikkönen minder goed: Hier moet hij opgeven met technische problemen. Mathematisch blijft wereldkampioen worden, mogelijk, doch moeilijk.
De Grand Prix van Hongarije verliep wel goed, dankzij een goede start schoof hij een plaats op en kon tot vlak voor het einde nog een bedreiging vormen voor de uiteindelijke winnaar Lewis Hamilton. In deze laatste ronde nam Räikkönen de snelste rondetijd.
De Grand Prix van Turkije. Räikkönen kwalificeert zich als derde (propere zijde) en haalt Hamilton al bij de start in. Räikkönen komt zo als tweede achter Massa terrecht. De posities blijven ongewijzigd en Ferrari haalt hun tweede dubbelzege van dit seizoen binnen. Net zoals bij de GP van Hongarije rijdt Räikkönen in de voorlaatste ronde opnieuw de snelste rondetijd.
In de grote prijs van Italië eindigt hij als derde, een week later wint hij de grote prijs op het circuit van Spa-Francorchamps voor een derdemaal opeenvolgende de Grote Prijs van België. Teamgenoot Massa wordt hier tweede en bezorgt zo Ferrari een derde dubbelslag van het seizoen. In de WK-stand heeft Räikkönen 13 punten achterstand op leider Hamilton en 11 punten op Alonso.
In Japan eindigt hij op 30 september als derde achter winnaar Hamilton en zijn landgenoot Heikki Kovalainen. Hierdoor staan er voor het eerst in de F1-geschiedenis twee Finnen op eenzelfde podium. Met slechts twee Grote Prijzen voor de boeg en een achterstand van 17 punten op leider Hamilton, zijn de kansen op een wereldtitel nagenoeg onmogelijk geworden.
Een week later wint Kimi de Grote Prijs van China en haalt Hamilton de finish niet. Hierdoor blijft een waterkansje op een wereldtitel mogelijk.
Met een achterstand van 7 punten op de Brit, start hij vanaf de derde plaats (na respectievelijk Massa en Lewis) de grote prijs en seizoenafsluiter Brazilië. Uiteindelijk kan hij deze laatste race van het jaar winnen. Met een voorsprong van slechts één punt op Alonso als op Hamilton, wordt "The Iceman" na Keke Rosberg (1982) en Mika Häkkinen (1998,1999) de derde Finse wereldkampioen in de Formule 1.

### 2008
In 2008 verdedigt hij zijn titel bij Ferrari. Maar de eerste race in Australië verliep niet vlekkeloos. In de kwalificatie was er een probleem met de brandstofpomp en in de race begaf de motor het. Na de diskwalificatie van Rubens Barrichello pakte hij toch nog één punt.
De tweede race in Maleisië verliep veel beter. Hij startte van de tweede plaats, nam de leiding na een pitstop van Felipe Massa en hield deze aan tot de finish. Hij won met ruim 19 seconden van nummer 2 Robert Kubica in de BMW-Sauber en 38 seconden van nummer drie Heikki Kovalainen in de McLaren-Mercedes. Hierdoor pakte hij tien punten.
De derde race in Bahrein eindigde in een dubbelzege voor Ferrari. Felipe Massa pakte hier de overwinning, Räikkönen werd tweede. Dankzij de slechte finish van Hamilton nam Räikkönen de leiding in het kampioenschap over.
De vierde wedstrijd, verreden in Spanje, eindigde wederom in een dubbelzege voor Ferrari. Dit keer waren de rollen omgedraaid, Räikkönen pakte de overwinning na een welhaast perfect weekend. De Fin was het snelste in de vrije training, pakte de poleposition en leidde de race van begin tot einde.
In Spa Francorchamps (de 13e race van het seizoen) was Räikkönen goed onderweg voor de zege. Toen het in de laatste 3 ronden begon te regenen werd het als maar moeilijker om op de baan te blijven aangezien hij reed met droogweerbanden. Na een spannend duel met Lewis Hamilton crashte Räikkönen op het einde van de race. Hamilton won, teamgenoot Massa werd 2e. Na de race werd Hamilton bestraft vanwege een onreglementaire inhaalmanoeuvre op Räikkönen na het afsnijden van de Bus stop Chicane en was de overwinning voor Felipe Massa. Voor Räikkönen maakte dit niet veel uit, hij werd 18e.
De volgende race in Monza zou ook niet veel beter worden, want de regen kwam met bakken uit de lucht dus Räikkönen had een slechte kwalificatie. Hij startte als veertiende en de race was niet veel beter. Hij eindigde als elfde.
In Singapore reed hij goed, maar met nog een paar rondes te gaan rijdt hij de auto de muur in en loopt hij weer belangrijke punten mis.
In de laatste 3 races behaalt Räikkönen nog 3 derde plaatsen op een rij. Teamgenoot Felipe Massa eindigt het kampioenschap als 2e achter Lewis Hamilton.

### 2009
In 2009 kenden Ferrari en Räikkönen een niet zo goed seizoen. De renstal was zo hard gefocust op het winnen van de coureurstitel in 2008 dat de werken aan de wagen voor 2009 achter op schema was. Het resultaat was dat de wagen slecht was. De wagen had ook het KERS-systeem. Räikkönen bemachtigde voor zijn team wel de eerste WK-punten.
Räikkönen wist desondanks de slechte wagen toch een vierde keer te winnen in Spa-Francorchamps. Hij wist polesitter Giancarlo Fisichella, die een snellere wagen had, af te houden. Teamgenoot Felipe Massa was twee races daarvoor gewond geraakt door een losgekomen veer die hem had geraakt tijdens de kwalificatie. Hij was zo zwaar gewond dat hij voor de rest van 2009 niet meer in actie zou kunnen komen. Kimi Räikkönen kreeg dus Luca Badoer als teamgenoot, maar hij presteerde zwak en werd op zijn beurt vervangen door Giancarlo Fisichella. Giancarlo Fisichella wist echter ook geen punten te scoren voor Ferrari in 2009.
Op 30 september 2009 maakt Ferrari bekend dat Fernando Alonso een driejarig contract had getekend bij de renstal. Räikkönen moest hierdoor de renstal verlaten, al liep zijn contract nog door tot 2010.

### 2010-2011
Van 2010 tot 2011 heeft Räikkönen in het WRC gereden met een Citroën C4 en de Citroën DS3.

### 2012
Op 29 november 2011 werd bekendgemaakt dat Räikkönen in 2012 terugkeert in de Formule 1 bij het Lotus F1 Team. Zijn teamgenoot is GP2-kampioen Romain Grosjean. Räikkönens terugkeer in de Formule 1 begon goed: hij werd zevende tijdens de seizoensopener in Australië nadat hij, als gevolg van een fout in Q1, als achttiende startte.
De tweede race van het seizoen was eveneens succesvol. Räikkönen startte als vijfde en wist ook op deze positie de race te finishen. In China leek Räikkönen zijn eerste podium sinds zijn terugkeer te halen, maar doordat zijn banden te snel sleten viel de Fin in minder dan twee ronden terug van positie 2 naar positie 14. Wat Räikkönen in China niet lukte, lukte hem wel in Bahrein. Räikkönen vertrok vanaf de elfde positie, omdat Grosjean hem in Q2 naar de elfde plek verwees. Na een goeie start en strategie kon Räikkönen even het gevecht met race-leider Sebastian Vettel aan maar kon er niet voorbij. Tijdens de laatste pitstops verloor Räikkönen 0.7 seconden en moest vervolgens genoegen nemen met de tweede plek, zijn eerste podium sinds zijn terugkeer in de Formule 1. Tijdens de Grand Prix van Spanje eindigt Räikkönen wederom op het podium. In het begin kon Räikkönen nog een gooi doen naar de overwinning, maar als snel werd het duidelijk dat de race zou gaan tussen Ferrari-coureur Fernando Alonso en de uiteindelijke verrassende winnaar Pastor Maldonado (rijdend voor Williams F1). Na de GP van Spanje volgt de prestigieuze Grand Prix van Monaco. Räikkönen pakt in de kwalificatie P8, maar kan in de race geen potten breken. Hij wordt negende en pakt 2 punten.
Op 4 november pakt Räikkönen zijn eerste winst van het seizoen in de GP van Abu Dhabi. Dit was de eerste overwinning sinds lange tijd voor het team van Lotus, de laatste overwinning was in de Grand Prix van Amerika door Ayrton Senna in de Lotus-Honda 99T in 1987.
Uiteindelijk eindigt Räikkönen als derde in het kampioenschap achter Sebastian Vettel en Fernando Alonso.
Räikkönen was in 2012 ook de enige coureur die alle 20 races van het seizoen heeft uitgereden.

### 2013

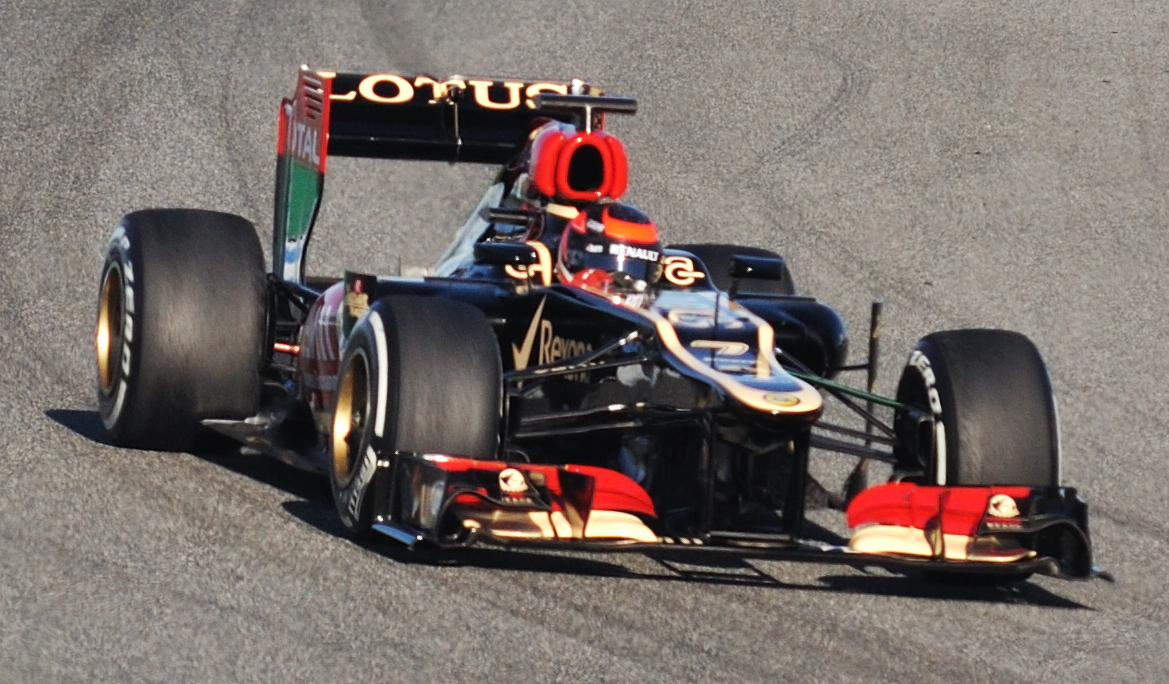
Räikkönen in de Lotus E21

In de eerste race van het jaar in Australië behaalde Räikkönen meteen de overwinning en in China, Bahrein en Spanje haalde hij de tweede plaats.
In de zesde race van het seizoen, in Monaco, eindigt Räikkönen als tiende. Enkele ronden voor het einde reed hij op de vijfde plaats, maar hij was betrokken bij een aanrijding met Perez. Hierdoor moest hij nogmaals de pits bezoeken en kwam als laatste de baan op. Hij slaagt er toch nog in één WK-punt te pakken.
Na nog enkele podiumplaatsen in Duitsland, Hongarije, Singapore en Korea maakte Räikkönen tijdens het raceweekend in Abu Dhabi bekend dat hij het gehele jaar nog niet betaald was door zijn team Lotus. Voor die race kwalificeerde hij zich als vijfde, maar doordat de bodem van zijn auto bij technische controle door de FIA afgekeurd werd, moest hij achteraan starten. Vervolgens moest hij voor het eerst sinds 2006 een race in de eerste ronde opgeven na een botsing met de Caterham van Giedo van der Garde.
In de week voorafgaand aan de GP van de Verenigde Staten werd bekend dat Räikkönen de laatste twee raceweekenden niet meer in actie komt vanwege een rugoperatie. Zijn landgenoot Heikki Kovalainen vervangt hem voor deze races.

### 2014
In 2014 keerde Räikkönen terug bij Ferrari om Felipe Massa te vervangen. Hij ging rijden met startnummer 7.
Räikkönen besloot tijdens het seizoen 2014 bij Ferrari zijn Formule 1-carrière te beëindigen. Hij zou zijn tweejarige contract volbrengen en daarna hoogstwaarschijnlijk stoppen in de Formule 1. In oktober 2014 liet hij echter weten toch door te willen gaan met racen, omdat hij nog plezier beleefde aan het rijden in de F1 en dit hem ertoe gebracht had zijn eerdere besluit te herzien.
Räikkönen kent niet een al te goed seizoen en presteerde matig ten opzichte van teamgenoot Fernando Alonso. Volgens Räikkönen paste de wagen niet bij hem.

### 2015
In 2015 krijgt Räikkönen Sebastian Vettel als teamgenoot.
Hij behaalde in Bahrein zijn eerste podium voor Ferrari sinds hij terug was gekomen. Räikkönen's resultaten waren ook beter dan vorig seizoen, mede omdat de wagen beter was. Hij werd echter voor de tweede opeenvolgende keer verslagen door zijn teamgenoot op punten.

### 2016
In 2016 blijven zowel Räikkönen als Sebastian Vettel bij Ferrari.
Kimi Räikkönen behaalt net als vorig jaar enkele podiums, maar weet niet te winnen. Zijn resultaten zijn matig en hij eindigt als 6e in het kampioenschap.

### 2017
In 2017 lijkt Ferrari op dezelfde hoogte te zijn als de, tot dan toe, dominante Mercedes.
Räikkönen behaalt in Monaco zijn eerste pole position sinds de Grote Prijs van Frankrijk 2008. Hij weet deze niet te verzilveren tot een eerste overwinning in 4 jaar. Räikkönen presteert, net als vorige seizoenen, redelijk matig. Hij weet toch 4e te worden in het kampioenschap en krijgt een eenjarig contract van Ferrari voor 2018.

### 2018
In 2018 rijdt Räikkönen weer voor Ferrari met, net als vorige seizoenen, Sebastian Vettel als teamgenoot. Räikkönen presteert beter dan vorige seizoenen en behaalt constant podiumplaatsen. Hij wist ook de pole position in te nemen voor Ferrari's eigen publiek tijdens de Grand Prix van Italië, maar kon deze, mede door een te vroege pitstop, niet verzilveren. In de Grand Prix van de Verenigde Staten behaalde Räikkönen zijn eerste overwinning sinds de Grand Prix van Australië in 2013. Met deze prestatie verbrak hij tevens het record van Michael Schumacher voor de meeste tijd tussen zijn eerste en zijn laatste overwinning: 5 jaar, 6 maanden en 28 dagen en het record voor hoogst aantal races tussen 2 overwinningen: 114. Met 251 punten kende hij zijn beste seizoen sinds zijn terugkeer bij Ferrari en eindigde hij achter Lewis Hamilton en Sebastian Vettel als derde in het kampioenschap.

### 2019
Enkele dagen na de Grand Prix van Italië in 2018 werd bekendgemaakt dat Charles Leclerc vanaf het seizoen 2019 Räikkönen zou vervangen bij Ferrari. Bij diens voormalige team Sauber werd Räikkönen aangetrokken als vervanger met een contract voor twee seizoenen. Op 1 februari 2019 werd bekend dat Sauber zou verdwijnen uit de Formule 1 en dat de inschrijving werd overgenomen door Alfa Romeo, dat in 2018 al titelsponsor van dat team was.

### 2020
In 2020 rijdt Räikkönen weer voor Alfa Romeo samen met teamgenoot Antonio Giovinazzi.

### 2021
Ook in 2021 rijdt Räikkönen weer voor Alfa Romeo samen met teamgenoot Antonio Giovinazzi.
Op 1 september 2021 maakte Räikkönen bekend dat seizoen 2021 zijn laatste seizoen zal zijn in de Formule 1. Op 4 september 2021 testte hij positief op corona en miste hij daardoor de Grand Prix in Zandvoort en een week later ook de Grand Prix in Monza. Räikkönen reed op 12 december 2021 zijn laatste Formule 1-race.

## Formule 1-carrière
| Jaar/Jaren  | Team       |
| ----------- | ---------- |
| 2001        | Sauber     |
| 2002 - 2006 | McLaren    |
| 2007 - 2009 | Ferrari    |
| 2012 - 2013 | Lotus      |
| 2014 - 2018 | Ferrari    |
| 2019 - 2021 | Alfa Romeo |

|                       | 2001 | 2002 | 2003 | 2004 | 2005 | 2006 | 2007 | 2008 | 2009 | 2012 | 2013 | 2014 | 2015 | 2016 | 2017 | 2018 | 2019 | 2020 | 2021 | Totaal           |
| --------------------- | ---- | ---- | ---- | ---- | ---- | ---- | ---- | ---- | ---- | ---- | ---- | ---- | ---- | ---- | ---- | ---- | ---- | ---- | ---- | ---------------- |
| Aantal races          | 17   | 17   | 16   | 18   | 19   | 18   | 17   | 18   | 17   | 20   | 17   | 19   | 19   | 21   | 20   | 21   | 21   | 17   | 21   | 353 (349) starts |
| Aantal zeges          | 0    | 0    | 1    | 1    | 7    | 0    | 6    | 2    | 1    | 1    | 1    | 0    | 0    | 0    | 0    | 1    | 0    | 0    | 0    | 21               |
| Aantal pole-positions | 0    | 0    | 2    | 1    | 5    | 3    | 3    | 2    | 0    | 0    | 0    | 0    | 0    | 0    | 1    | 1    | 0    | 0    | 0    | 18               |
| Aantal snelste rondes | 0    | 1    | 3    | 2    | 10   | 3    | 6    | 10   | 0    | 2    | 2    | 1    | 2    | 1    | 2    | 1    | 0    | 0    | 0    | 46               |
| Aantal podiumplaatsen | 0    | 4    | 10   | 4    | 12   | 6    | 12   | 9    | 5    | 7    | 8    | 0    | 3    | 4    | 7    | 12   | 0    | 0    | 0    | 103              |
| Aantal WK-punten      | 9    | 24   | 91   | 45   | 112  | 65   | 110  | 75   | 48   | 207  | 183  | 55   | 150  | 186  | 205  | 251  | 43   | 4    | 10   | 1873             |
| Eindstand WK          | 10   | 6    | 2    | 7    | 2    | 5    | 1    | 3    | 6    | 3    | 5    | 12   | 4    | 6    | 4    | 3    | 12   | 16   | 16   |                  |

### Formule 1-resultaten
| Kleur  | Resultaat                       |
| ------ | ------------------------------- |
| Goud   | Winnaar                         |
| Zilver | Tweede plaats                   |
| Brons  | Derde plaats                    |
| Groen  | Gefinisht (punten behaald)      |
| Blauw  | Gefinisht (geen punten behaald) |
| Blauw  | Niet geklasseerd (NC)           |
| Paars  | Uitgevallen (DNF)               |
| Rood   | Niet gekwalificeerd (DNQ)       |

| Kleur  | Resultaat                              |
| ------ | -------------------------------------- |
| Zwart  | Gediskwalificeerd (DSQ)                |
| Wit    | Niet gestart (DNS)                     |
| Blanco | Gewond (INJ)                           |
| Blanco | Uitgesloten (EX)                       |
| Blanco | Teruggetrokken (WD) / Niet deelgenomen |
| P      | Poleposition                           |
| S      | Snelste ronde                          |

#### 2001 – 2009
| Jaar | Inschrijving              | Chassis         | Motor                      | 1       | 2       | 3       | 4        | 5       | 6       | 7        | 8       | 9         | 10       | 11     | 12        | 13       | 14      | 15      | 16      | 17      | 18     | 19     | Pos. | Punten |
| ---- | ------------------------- | --------------- | -------------------------- | ------- | ------- | ------- | -------- | ------- | ------- | -------- | ------- | --------- | -------- | ------ | --------- | -------- | ------- | ------- | ------- | ------- | ------ | ------ | ---- | ------ |
| 2001 | Sauber Petronas           | Sauber C20      | Petronas 01A 3.0 V10       | AUS 6   | MAL DNF | BRA DNF | SMR DNF  | SPA 8   | OOS 4   | MON 10   | CAN 4   | EUR 10    | FRA 7    | GBR 5  | DUI DNF   | HON 7    | BEL DNS | ITA 7   | VST DNF | JPN DNF |        |        | 10   | 9      |
| 2002 | West McLaren Mercedes     | McLaren MP4-17  | Mercedes FO 110M 3.0 V10   | AUS 3S  | MAL DNF | BRA 12  | SMR DNF  | SPA DNF | OOS DNF | MON DNF  | CAN 4   | EUR 3     | GBR DNF  | FRA 2  | DUI DNF   | HON 4    | BEL DNF | ITA DNF | VST DNF | JPN 3   |        |        | 6    | 24     |
| 2003 | West McLaren Mercedes     | McLaren MP4-17D | Mercedes FO 110M/P 3.0 V10 | AUS 3S  | MAL 1   | BRA 2   | SMR 2    | SPA DNF | OOS 2   | MON 2S   | CAN 6   | EUR DNFPS | FRA 4    | GBR 3  | DUI DNF   | HON 2    | ITA 4   | VST 2P  | JPN 2   |         |        |        | 2    | 91     |
| 2004 | West McLaren Mercedes     | McLaren MP4-19  | Mercedes FO 110Q 3.0 V10   | AUS DNF | MAL DNF | BHR DNF | SMR 8    | SPA 11  | MON DNF | EUR DNF  | CAN 5   | VST 6     |          |        |           |          |         |         |         |         |        |        | 7    | 45     |
| 2004 | West McLaren Mercedes     | McLaren MP4-19B | Mercedes FO 110Q 3.0 V10   |         |         |         |          |         |         |          |         |           | FRA 7    | GBR 2P | DUI DNFS  | HON DNF  | BEL 1S  | ITA DNF | CHN 3   | JPN 6   | BRA 2  |        | 7    | 45     |
| 2005 | Team McLaren Mercedes     | McLaren MP4-20  | Mercedes FO 110R 3.0 V10   | AUS 8   | MAL 9S  | BHR 3   | SMR DNFP | SPA 1P  | MON 1P  | EUR 11   | CAN 1S  | VST DNS   | FRA 2S   | GBR 3S | DUI DNFPS | HON 1S   | TUR 1P  | ITA 4S  | BEL 1   | BRA 2S  | JPN 1S | CHN 2S | 2    | 112    |
| 2006 | Team McLaren Mercedes     | McLaren MP4-21  | Mercedes FO 108S 2.4 V8    | BHR 3   | MAL DNF | AUS 2S  | SMR 5    | EUR 4   | SPA 5   | MON DNF  | GBR 3   | CAN 3S    | VST DNF  | FRA 5  | DUI 3P    | HON DNFP | TUR DNF | ITA 2PS | CHN DNF | JPN 5   | BRA 5  |        | 5    | 65     |
| 2007 | Scuderia Ferrari Marlboro | Ferrari F2007   | Ferrari 056 2.4 V8         | AUS 1PS | MAL 3   | BHR 3   | SPA DNF  | MON 8   | CAN 5   | VST 4S   | FRA 1   | GBR 1S    | EUR DNFP | HON 2S | TUR 2S    | ITA 3    | BEL 1P  | JPN 3   | CHN 1   | BRA 1S  |        |        | 1    | 110    |
| 2008 | Scuderia Ferrari Marlboro | Ferrari F2008   | Ferrari 056 2.4 V8         | AUS 8   | MAL 1   | BHR 2   | SPA 1PS  | TUR 3S  | MON 9S  | CAN DNFS | FRA 2PS | GBR 4S    | DUI 6    | HON 3S | EUR DNF   | BEL 18S  | ITA 9S  | SIN 15S | JPN 3   | CHN 3   | BRA 3  |        | 3    | 75     |
| 2009 | Scuderia Ferrari Marlboro | Ferrari F60     | Ferrari 056 2.4 V8         | AUS 15  | MAL 14  | CHN 10  | BHR 6    | SPA DNF | MON 3   | TUR 9    | GBR 8   | DUI DNF   | HON 2    | EUR 3  | BEL 1     | ITA 3    | SIN 10  | JPN 4   | BRA 6   | ABU 12  |        |        | 6    | 48     |
| Jaar | Inschrijving              | Chassis         | Motor                      | 1       | 2       | 3       | 4        | 5       | 6       | 7        | 8       | 9         | 10       | 11     | 12        | 13       | 14      | 15      | 16      | 17      | 18     | 19     | Pos. | Punten |

#### 2012 – 2021
| Jaar | Inschrijving      | Chassis        | Motor                    | 1       | 2       | 3       | 4      | 5       | 6       | 7      | 8       | 9       | 10      | 11      | 12     | 13      | 14      | 15      | 16      | 17      | 18      | 19     | 20      | 21      | 22      | Pos. | Punten |
| ---- | ----------------- | -------------- | ------------------------ | ------- | ------- | ------- | ------ | ------- | ------- | ------ | ------- | ------- | ------- | ------- | ------ | ------- | ------- | ------- | ------- | ------- | ------- | ------ | ------- | ------- | ------- | ---- | ------ |
| 2012 | Lotus F1 Team     | Lotus E20      | Renault RS27-2012 2.4 V8 | AUS 7   | MAL 5S  | CHN 14  | BHR 2  | SPA 3   | MON 9   | CAN 8  | EUR 2   | GBR 5S  | DUI 3   | HON 2   | BEL 3  | ITA 5   | SIN 6   | JPN 6   | KOR 5   | IND 7   | ABU 1   | VST 6  | BRA 10  |         |         | 3    | 207    |
| 2013 | Lotus F1 Team     | Lotus E21      | Renault RS27-2013 2.4 V8 | AUS 1S  | MAL 7   | CHN 2   | BHR 2  | SPA 2   | MON 10  | CAN 9  | GBR 5   | DUI 2   | HON 2   | BEL DNF | ITA 11 | SIN 3   | KOR 2   | JPN 5   | IND 7S  | ABU DNF | VST     | BRA    |         |         |         | 5    | 183    |
| 2014 | Scuderia Ferrari  | Ferrari F14 T  | Ferrari 059/3 1.6 V6     | AUS 7   | MAL 12  | BHR 10  | CHN 8  | SPA 7   | MON 12S | CAN 10 | OOS 10  | GBR DNF | DUI 11  | HON 6   | BEL 4  | ITA 9   | SIN 8   | JPN 12  | RUS 9   | VST 13  | BRA 7   | ABU 10 |         |         |         | 12   | 55     |
| 2015 | Scuderia Ferrari  | Ferrari SF15-T | Ferrari 059/4 V6         | AUS DNF | MAL 4   | CHN 4   | BHR 2S | SPA 5   | MON 6   | CAN 4S | OOS DNF | GBR 8   | HON DNF | BEL 7   | ITA 5  | SIN 3   | JPN 4   | RUS 8   | VST DNF | MEX DNF | BRA 4   | ABU 3  |         |         |         | 4    | 150    |
| 2016 | Scuderia Ferrari  | Ferrari SF16-H | Ferrari 061 V6           | AUS DNF | BHR 2   | CHN 5   | RUS 3  | SPA 2   | MON DNF | CAN 6  | EUR 4   | OOS 3   | GBR 5   | HON 6S  | DUI 6  | BEL 9   | ITA 4   | SIN 4   | MAL 4   | JPN 5   | VST DNF | MEX 6  | BRA DNF | ABU 6   |         | 6    | 186    |
| 2017 | Scuderia Ferrari  | Ferrari SF70H  | Ferrari 062 V6           | AUS 4S  | CHN 5   | BHR 4   | RUS 3S | SPA DNF | MON 2P  | CAN 7  | AZE 14  | OOS 5   | GBR 3   | HON 2   | BEL 4  | ITA 5   | SIN DNF | MAL DNS | JPN 5   | VST 3   | MEX 3   | BRA 3  | ABU 4   |         |         | 4    | 205    |
| 2018 | Scuderia Ferrari  | Ferrari SF71H  | Ferrari 062 EVO V6       | AUS 3   | BHR DNF | CHN 3   | AZE 2  | SPA DNF | MON 4   | CAN 6  | FRA 3   | OOS 2S  | GBR 3   | DUI 3   | HON 3  | BEL DNF | ITA 2P  | SIN 5   | RUS 4   | JPN 5   | VST 1   | MEX 3  | BRA 3   | ABU DNF |         | 3    | 251    |
| 2019 | Alfa Romeo Racing | Alfa Romeo C38 | Ferrari 064 V6           | AUS 8   | BHR 7   | CHN 9   | AZE 10 | SPA 14  | MON 17  | CAN 15 | FRA 7   | OOS 9   | GBR 8   | DUI 12  | HON 7  | BEL 16  | ITA 15  | SIN DNF | RUS 13  | JPN 12  | MEX DNF | VST 11 | BRA 4   | ABU 13  |         | 12   | 43     |
| 2020 | Alfa Romeo Racing | Alfa Romeo C39 | Ferrari 065 V6           | OOS DNF | STI 11  | HON 15  | GBR 17 | 70J 15  | SPA 14  | BEL 12 | ITA 13  | TOS 9   | RUS 14  | EIF 12  | POR 11 | EMI 9   | TUR 15  | BHR 15  | SAK 14  | ABU 12  |         |        |         |         |         | 16   | 4      |
| 2021 | Alfa Romeo Racing | Alfa Romeo C41 | Ferrari 065/066 V6       | BHR 11  | EMI 13  | POR DNF | SPA 12 | MON 11  | AZE 10  | FRA 17 | STI 11  | OOS 16  | GBR 15  | HON 10  | BEL 18 | NED DNS | ITA     | RUS 8   | TUR 12  | VST 13  | MXS 8   | SAP 12 | QAT 14  | SAR 15  | ABU DNF | 16   | 10     |
| Jaar | Inschrijving      | Chassis        | Motor                    | 1       | 2       | 3       | 4      | 5       | 6       | 7      | 8       | 9       | 10      | 11      | 12     | 13      | 14      | 15      | 16      | 17      | 18      | 19     | 20      | 21      | 22      | Pos. | Punten |

- Noot bij 2013: Räikkönen maakte in de week voorafgaand aan de Grand Prix van de Verenigde Staten bekend dat hij de laatste twee races van het seizoen niet meer in actie kwam vanwege een rugoperatie.[7] Zijn landgenoot Heikki Kovalainen werd aangesteld als zijn vervanger.

### Overwinningen
| Nr. | Grand Prix                              | Team             |
| --- | --------------------------------------- | ---------------- |
| 1   | Grand Prix van Maleisië 2003            | McLaren-Mercedes |
| 2   | Grand Prix van België 2004              | McLaren-Mercedes |
| 3   | Grand Prix van Spanje 2005              | McLaren-Mercedes |
| 4   | Grand Prix van Monaco 2005              | McLaren-Mercedes |
| 5   | Grand Prix van Canada 2005              | McLaren-Mercedes |
| 6   | Grand Prix van Hongarije 2005           | McLaren-Mercedes |
| 7   | Grand Prix van Turkije 2005             | McLaren-Mercedes |
| 8   | Grand Prix van België 2005              | McLaren-Mercedes |
| 9   | Grand Prix van Japan 2005               | McLaren-Mercedes |
| 10  | Grand Prix van Australië 2007           | Ferrari          |
| 11  | Grand Prix van Frankrijk 2007           | Ferrari          |
| 12  | Grand Prix van Groot-Brittannië 2007    | Ferrari          |
| 13  | Grand Prix van België 2007              | Ferrari          |
| 14  | Grand Prix van China 2007               | Ferrari          |
| 15  | Grand Prix van Brazilië 2007            | Ferrari          |
| 16  | Grand Prix van Maleisië 2008            | Ferrari          |
| 17  | Grand Prix van Spanje 2008              | Ferrari          |
| 18  | Grand Prix van België 2009              | Ferrari          |
| 19  | Grand Prix van Abu Dhabi 2012           | Lotus-Renault    |
| 20  | Grand Prix van Australië 2013           | Lotus-Renault    |
| 21  | Grand Prix van de Verenigde Staten 2018 | Ferrari          |

## Rallysport

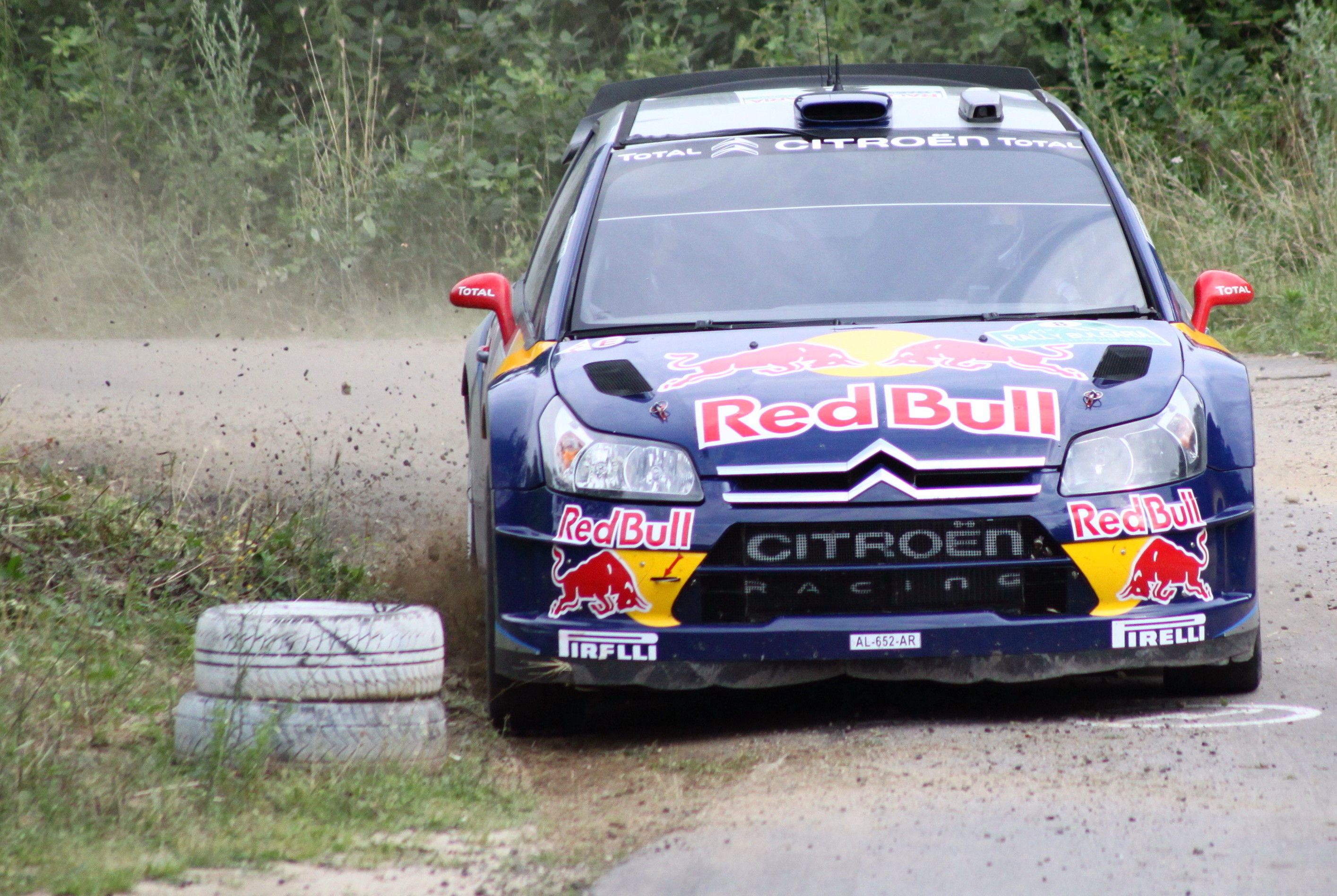
Räikkönen actief in een Citroën C4 WRC tijdens de Rally van Bulgarije 2010

Eind juli 2009 deed Räikkönen mee als rallyrijder in de Rally van Finland. Hij presteerde hier goed, en sloot een overstap naar rally na de afloop van zijn contract bij Ferrari niet uit. Nadat eind 2009 zijn contract is afgekocht door Ferrari (Räikkönen had nog een contract tot en met 2010) maakte hij de overstap naar het wereldkampioenschap rally, waarin hij vanaf 2010 uit zou komen voor het Citroën Junior Team. Tijdens de Rally van Jordanië greep hij naar zijn eerste kampioenschapspunten, en tijdens de Rally van Duitsland won hij voor het eerst een klassementsproef. Tevens won Räikkönen zijn eerste rally in Frankrijk, een kleine rally zonder grote namen in het deelnemersveld, de 'Rallye Vosgien'.
In 2011 reed Räikkönen voor zijn eigen team ICE 1 RACING, een motorcrossteam en rallyteam ineen. Tijdens de rally van Zweden in 2011 reed hij klassementsproeven, met als hoogtepunt de 4e plaats op SS15. De rest van het seizoen verliep redelijk, maar later bleek dat Räikkönen het racen tegen anderen miste en zou terugkeren naar de Formule 1.
In de zomer van 2012 wilde Räikkönen graag deelnemen aan de Rally van Finland, maar hij kreeg geen toestemming van zijn Formule 1-team Lotus. Wel liet hij meermaals weten nog niet klaar te zijn met de rallysport en na zijn Formule 1-carrière graag weer het rallyrijden te willen oppikken.

## Complete resultaten in het wereldkampioenschap rally
| Seizoen | Inschrijving         | Auto                      | 1      | 2      | 3     | 4     | 5   | 6      | 7      | 8      | 9      | 10     | 11     | 12     | 13     | Pos. | Punten |
| ------- | -------------------- | ------------------------- | ------ | ------ | ----- | ----- | --- | ------ | ------ | ------ | ------ | ------ | ------ | ------ | ------ | ---- | ------ |
| 2009    | Tommi Mäkinen Racing | Abarth Grande Punto S2000 | IER    | NOR    | CYP   | POR   | ARG | ITA    | GRI    | POL    | FIN NF | AUS    | SPA    | GBR    |        | -    | 0      |
| 2010    | Citroën Junior Team  | Citroën C4 WRC            | ZWE 30 | MEX NF | JOR 8 | TUR 5 | NZL | POR 10 | BUL 11 | FIN 25 | DUI 7  | JPN NF | FRA NF | SPA NS | GBR 8  | 10   | 25     |
| 2011    | Ice 1 Racing         | Citroën DS3 WRC           | ZWE 8  | MEX    | POR 7 | JOR 6 | ITA | ARG    | GRI 7  | FIN 9  | DUI 6  | AUS    | FRA NF | SPA NF | GBR NF | 10   | 34     |